# Сельское поселение Юроченское
Сельское поселение Юроченское — упразднённое сельское поселение в составе Шекснинского района Вологодской области. Центр — деревня Юрочкино.
Образовано 1 января 2006 года в соответствии с Федеральным законом № 131 «Об общих принципах организации местного самоуправления в Российской Федерации». В состав сельского поселения вошёл Юроченский сельсовет.
По данным переписи 2010 года население — 204 человека.
Упразднено в 2019 году, все населённые пункты поселения были включены в состав сельского поселения Никольское.

## География
Располагалось на юго-западе района. Граничило:
- на севере с сельским поселением Никольское,
- на востоке с сельскими поселениями Угольское и Любомировское,
- на юге и западе с муниципальным образованием Югское Череповецкого района.

По территории, которое занимало поселение, протекают реки Судебка, Судьбица, Кувшиновский.

## Населённые пункты
В 1999 году был утверждён список населённых пунктов Вологодской области. С тех пор состав Юроченского сельсовета не изменялся.
В состав сельского поселения входило 18 деревень.
| Населённый пункт         | ОКАТО          | Рег. номер | Расстояние до районного центра, км | Расстояние до центра поселения, км | Координаты                      |
| ------------------------ | -------------- | ---------- | ---------------------------------- | ---------------------------------- | ------------------------------- |
| деревня Бекарево         | 19 258 856 002 | 8258       | 42                                 | 6                                  | 59°02′06″ с. ш. 38°27′02″ в. д. |
| деревня Большое Панькино | 19 258 856 003 | 8259       | 33                                 | 2                                  | 59°06′46″ с. ш. 38°30′25″ в. д. |
| деревня Вакарино         | 19 258 856 004 | 8260       | 44                                 | 8                                  | 59°01′31″ с. ш. 38°26′05″ в. д. |
| деревня Глядково         | 19 258 856 005 | 8261       | 43                                 | 7                                  | 59°00′16″ с. ш. 38°31′46″ в. д. |
| деревня Гороховское      | 19 258 856 006 | 8262       | 37                                 | 6                                  | 59°05′14″ с. ш. 38°30′28″ в. д. |
| деревня Григорьевское    | 19 258 856 007 | 8263       | 46                                 | 10                                 | 59°00′59″ с. ш. 38°24′32″ в. д. |
| деревня Капустино        | 19 258 856 008 | 8264       | 41                                 | 5                                  | 59°01′21″ с. ш. 38°30′37″ в. д. |
| деревня Кузьминское      | 19 258 856 009 | 8265       | 43                                 | 7                                  | 59°02′06″ с. ш. 38°26′22″ в. д. |
| деревня Макарьино        | 19 258 856 010 | 8266       | 35                                 | 5                                  | 59°05′22″ с. ш. 38°32′43″ в. д. |
| деревня Малое Панькино   | 19 258 856 011 | 8267       | 37                                 | 7                                  | 59°06′23″ с. ш. 38°29′48″ в. д. |
| деревня Марьино          | 19 258 856 012 | 8268       | 33                                 | 3                                  | 59°04′27″ с. ш. 38°33′44″ в. д. |
| деревня Мачево           | 19 258 856 013 | 8269       | 42                                 | 6                                  | 59°00′59″ с. ш. 38°31′56″ в. д. |
| деревня Панфилово        | 19 258 856 014 | 8270       | 41                                 | 5                                  | 59°01′46″ с. ш. 38°28′36″ в. д. |
| деревня Прокино          | 19 258 856 015 | 8271       | 38                                 | 2                                  | 59°02′29″ с. ш. 38°31′11″ в. д. |
| деревня Соболево         | 19 258 856 016 | 8272       | 34                                 | 4                                  | 59°04′43″ с. ш. 38°32′54″ в. д. |
| деревня Тяпино           | 19 258 856 017 | 8273       | 37                                 | 1                                  | 59°03′34″ с. ш. 38°30′53″ в. д. |
| деревня Ханево           | 19 258 856 018 | 8274       | 32                                 | 3                                  | 59°02′10″ с. ш. 38°30′27″ в. д. |
| деревня Юрочкино         | 19 258 856 001 | 8257       | 36                                 | —                                  | 59°03′27″ с. ш. 38°32′24″ в. д. |